# Provincia de Escania
La provincia de Escania (en sueco: Skåne, por la provincia histórica o Skåne län por área administrativa) es una de las 21 provincias administrativas que conforman Suecia. Escania es la provincia  más meridional del país. Cuenta con un gobierno civil o länsstyrelse, el cual es dirigido por un gobernador nombrado por el gobierno. También posee una diputación provincial o landsting, la cual es la representación municipal nombrada por el electorado de la provincia. 
La provincia está localizada al sur de Suecia y comprende la totalidad de la provincia histórica o comarca (landskap) de Escania y una pequeña parte de Halland. La provincia  limita al norte con las provincias de Halland y Kronoberg y al este con la provincia de Blekinge. 
La provincia de Escania surge en 1997 con la unión de las anteriores provincias de Malmöhus y de Kristianstad. La sede del gobierno civil se encuentra en la ciudad de Malmö, mientras que la diputación provincial (Región de Escania) tiene su sede en Kristianstad.

## Heráldica
Descripción heráldica: «Gules, una cabeza de grifo de oro, coronada y linguada de azur». El Gobierno civil de la provincia, usa las mismas armas, timbradas con una corona real.
El escudo de armas de la provincia histórica de Escania es el mismo que para la actual provincia de Escania con los esmaltes del campo del escudo y el grifo invertidos, y dejando la corona y la lengua en el mismo color de este.

## Geografía

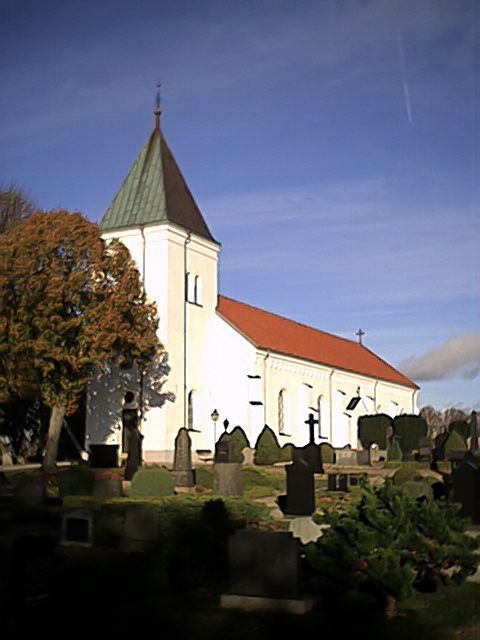
Iglesia en Smedstorp,
Municipio de Tomelilla.

Limita al oeste con el Öresund, al norte con las provincias de Halland y Esmolandia, al noreste con Blekinge y al sur y al este con el mar Báltico.

## Demografía
Su población, de casi 1.2 millones de habitantes, supone el 13% del total de Suecia. 88 % vive en localidades de más de 200 habitantes.
| Gráfica de evolución demográfica de Provincia de Escania entre 1970 y 2020 |
|                                                                            |
| Fuente: SCB - Folkmängd efter region och tid                               |

### Localidades
Las ciudades más grandes  en 2005:
| #  | Ciudad       | Población |
| -- | ------------ | --------- |
| 1  | Malmö        | 258 020   |
| 2  | Helsingborg  | 91 457    |
| 3  | Lund         | 76 188    |
| 4  | Kristianstad | 33 083    |
| 5  | Landskrona   | 28 670    |
| 6  | Trelleborg   | 25 643    |
| 7  | Ängelholm    | 22 537    |
| 8  | Hässleholm   | 22 548    |
| 9  | Ystad        | 17 286    |
| 10 | Eslöv        | 16 551    |

## Municipios
La provincia está dividida en 33 municipios:
| 1. Bjuv 2. Bromölla 3. Burlöv 4. Båstad 5. Eslöv 6. Helsingborg 7. Hässleholm 8. Höganäs 9. Hörby 10. Höör 11. Klippan | 1. Kristianstad 2. Kävlinge 3. Landskrona 4. Lomma 5. Lund 6. Malmö 7. Osby 8. Perstorp 9. Simrishamn 10. Sjöbo 11. Skurup | 1. Staffanstorp 2. Svalöv 3. Svedala 4. Tomelilla 5. Trelleborg 6. Vellinge 7. Ystad 8. Åstorp 9. Ängelholm 10. Örkelljunga 11. Östra Göinge |

## Administración
El Gobierno civil es la representación regional del Gobierno sueco, encabezado por un gobernador.
La sede del  Gobernador o Landshövding es la ciudad de Malmö.

## Transporte
La autopista construida entre Malmö y Lund en 1953 fue la primera autopista de Suecia. Con la inauguración del puente de Öresund entre Malmö y Copenhague (el puente combinado de carretera y ferrocarril más largo de Europa) en 2000, las autopistas suecas quedaron unidas a la ruta europea E20 en Dinamarca, y los sistemas ferroviarios de ambos países quedaron físicamente conectados. Antes de que se construyera el puente, había transbordadores de tren entre Helsingborg y Helsingør. También hay transbordadores de tren hacia y desde Alemania y Polonia.
Escania cuenta con tres grandes aeropuertos públicos: el de Malmö, el de Ängelholm-Helsingborg y el de Kristianstad. Uno de los aeropuertos más antiguos del mundo que sigue en uso se encuentra en Skåne, concretamente el aeropuerto de Ljungbyhed, en funcionamiento desde 1910. A partir de 1926, las Fuerzas Aéreas Suecas utilizaron el aeropuerto para el entrenamiento de vuelo, y hasta que la escuela militar se trasladó al cercano Ala F10 de Ängelholm en 1997, el aeropuerto estuvo muy ocupado. A finales de la década de 1980, fue el aeropuerto más activo de Suecia, con un récord de más de 1.400 despegues y aterrizajes al día.
Los principales puertos de Escania son Trelleborg, Ystad, Åhus, el puerto de Copenhague-Malmö, el de Landskrona y el de Helsingborg. También hay conexiones de ferry a través del Mar Báltico desde varios puertos más pequeños.

## Deportes
En Helsingborg está el club de fútbol Helsingborgs IF, y en Malmö el Malmö FF. Un jugador muy conocido nacido en Helsingborg es Henrik Larsson, que jugó en el FC Barcelona en 2006. El también famoso futbolista Zlatan Ibrahimović procede de Malmö.